# Josef I av Portugal
Josef I av Portugal, född 1714, död 1777, var kung av Portugal 1750–1777.
Han var son till kung Johan V av Portugal och Maria Anna av Österrike (1683-1754) och gifte sig med Mariana Victoria av Spanien 1729. Josef, som räknades som svag och vällustig, regerade aldrig utan överlämnade politiken åt Sebastião José de Carvalho e Melo, markisen av Pombal. Markisen såg till att genomföra många reformer, men det sätt som dessa genomfördes på ledde till motreaktioner efter Josefs död.
Efter jordbävningen i Lissabon 1755 utvecklade han klaustrofobi och föredrog att leva i tält.[källa behövs] 3 september 1758 var han föremål för ett mordförsök, där han skadades, vilket ledde till att jesuiterna kastades ut ur Portugal 1759.
Josef förklarades psykiskt sjuk 1774, varpå hans gemål blev regent.[källa behövs]

## Galleri

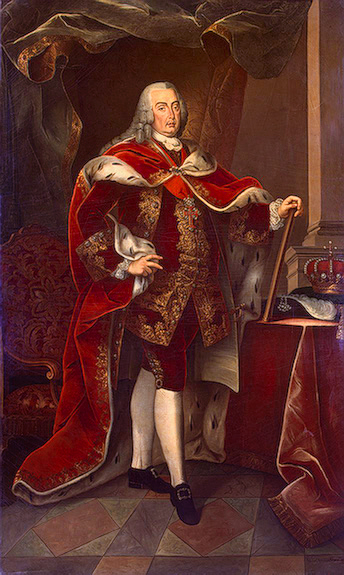
Josef I av Portugal
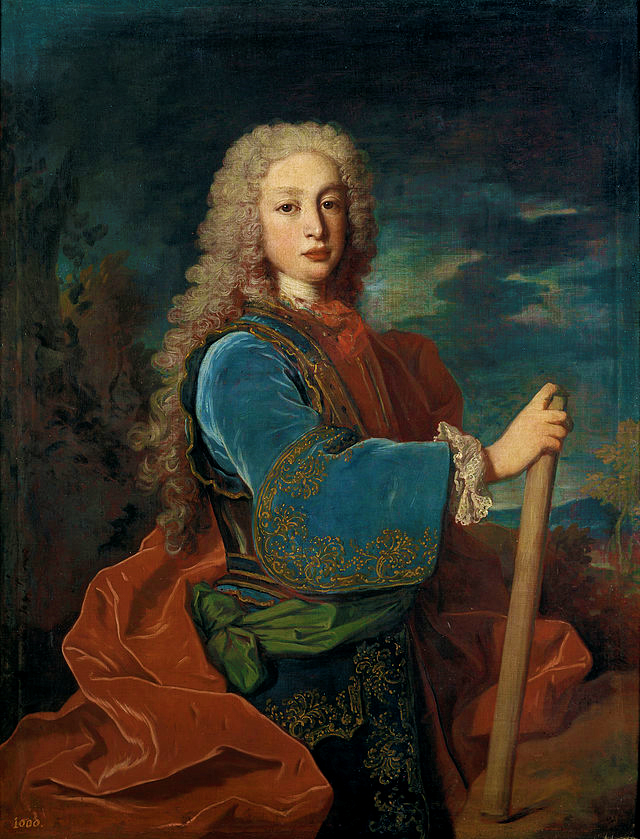
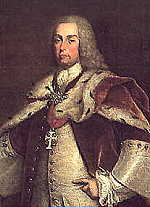